# Élections sénatoriales de 2020 à Hawaï
Les élections sénatoriales de 2020 à Hawaï ont lieu le 3 novembre 2020 afin d'élire 14 des 25 membres du Sénat de l'État américain d'Hawaï.

## Système électoral
Le Sénat d'Hawaï est la chambre haute de son parlement bicaméral. Il est composé de 25 sièges pourvus au scrutin uninominal majoritaire à un tour dans autant de circonscriptions que de sièges à pourvoir, selon un calendrier particulier appelé système de mandat 2-4-4. Cette appellation désigne la façon dont la moitié des membres de la chambre effectue un mandat de deux ans puis deux de quatre ans en l'espace d'une décennie, de telle sorte que le Sénat soit renouvelé par moitié à chaque élection, avant d'être intégralement renouvelés tous les dix ans. 
Le renouvellement de 2020 est ainsi celui du second groupe de 13 sénateurs, pourvus pour deux ans, avant le renouvellement intégral prévus pour 2022.

## Résultats
|       | Parti démocrate   | 24 | 13 | 13 | 24 | en stagnation |  |  |  |
|       | Parti républicain | 1  | 1  | 1  | 1  | en stagnation |  |  |  |
|       |                   |    |    |    |    |               |  |  |  |
| Total | Total             | 25 | 14 | 14 | 25 | en stagnation |  |  |  |